# CAHL 1927/28
Die Saison 1927/28 war die zweite reguläre Saison der Canadian-American Hockey League (CAHL). Meister wurden die Springfield Indians.

## Teamänderungen
Folgende Änderungen wurden vor Beginn der Saison vorgenommen:
- Die Philadelphia Arrows wurden als Expansionsteam in die Liga aufgenommen.

## Modus
In der Regulären Saison absolvierten die sechs Mannschaften jeweils 40 Spiele. Die drei bestplatzierten Mannschaften qualifizierten sich für die Playoffs, wobei der Erstplatzierte in der ersten Runde ein Freilos hatte. Für das Weiterkommen in den Playoffs waren die erzielten Tore entscheidend. Für einen Sieg erhielt jede Mannschaft zwei Punkte, bei einem Unentschieden einen Punkt und bei einer Niederlage null Punkte.

## Reguläre Saison

### Tabelle
Abkürzungen: GP = Spiele, W = Siege, L = Niederlagen, T = Unentschieden, GF = Erzielte Tore, GA = Gegentore, Pts = Punkte
|                     | GP | W  | L  | T | GF | GA  | Pts |
| ------------------- | -- | -- | -- | - | -- | --- | --- |
| Springfield Indians | 40 | 24 | 13 | 3 | 90 | 71  | 51  |
| Boston Tigers       | 40 | 21 | 14 | 5 | 80 | 71  | 47  |
| Castors de Québec   | 40 | 18 | 14 | 8 | 70 | 68  | 44  |
| New Haven Eagles    | 40 | 16 | 20 | 4 | 81 | 90  | 36  |
| Providence Reds     | 40 | 13 | 19 | 8 | 88 | 83  | 34  |
| Philadelphia Arrows | 40 | 13 | 25 | 2 | 79 | 105 | 28  |

## Playoffs
|  | Halbfinale | Halbfinale          | Halbfinale |  |  | Finale | Finale              | Finale |
|  |            |                     |            |  |  |        |                     |        |
|  |            |                     |            |  |  |        |                     |        |
|  | 1          | Springfield Indians |            |  |  |        |                     |        |
|  |            | Freilos             |            |  |  |        |                     |        |
|  |            |                     |            |  |  | 1      | Springfield Indians | 22     |
|  |            |                     |            |  |  | 3      | Castors de Québec   | 14     |
|  | 2          | Boston Tigers       | 2          |  |  |        |                     |        |
|  | 3          | Castors de Québec   | 4          |  |  |        |                     |        |
|  |            |                     |            |  |  |        |                     |        |